# St. Adelheid am Pützchen

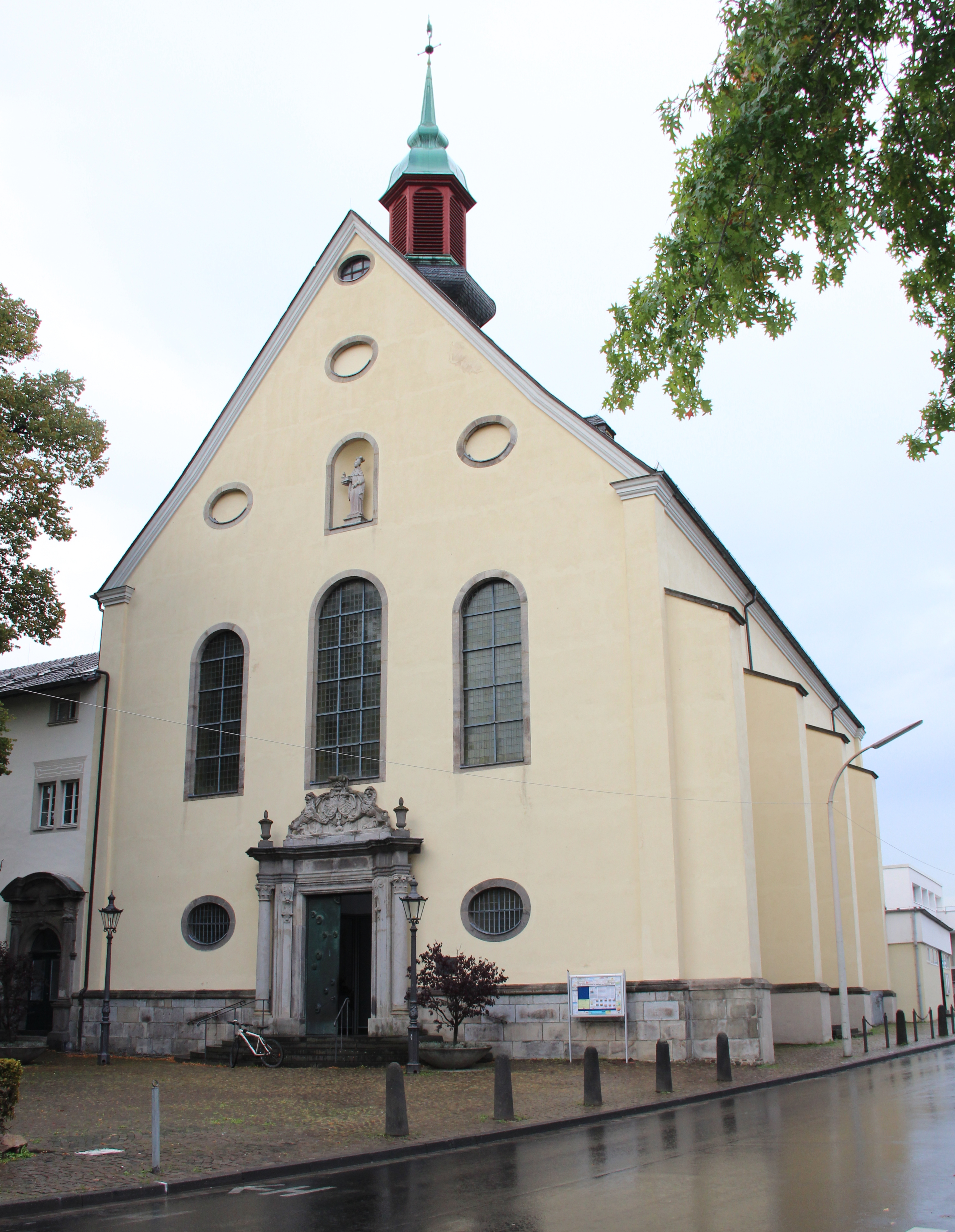
Portal von Sankt Adelheid am Pützchen

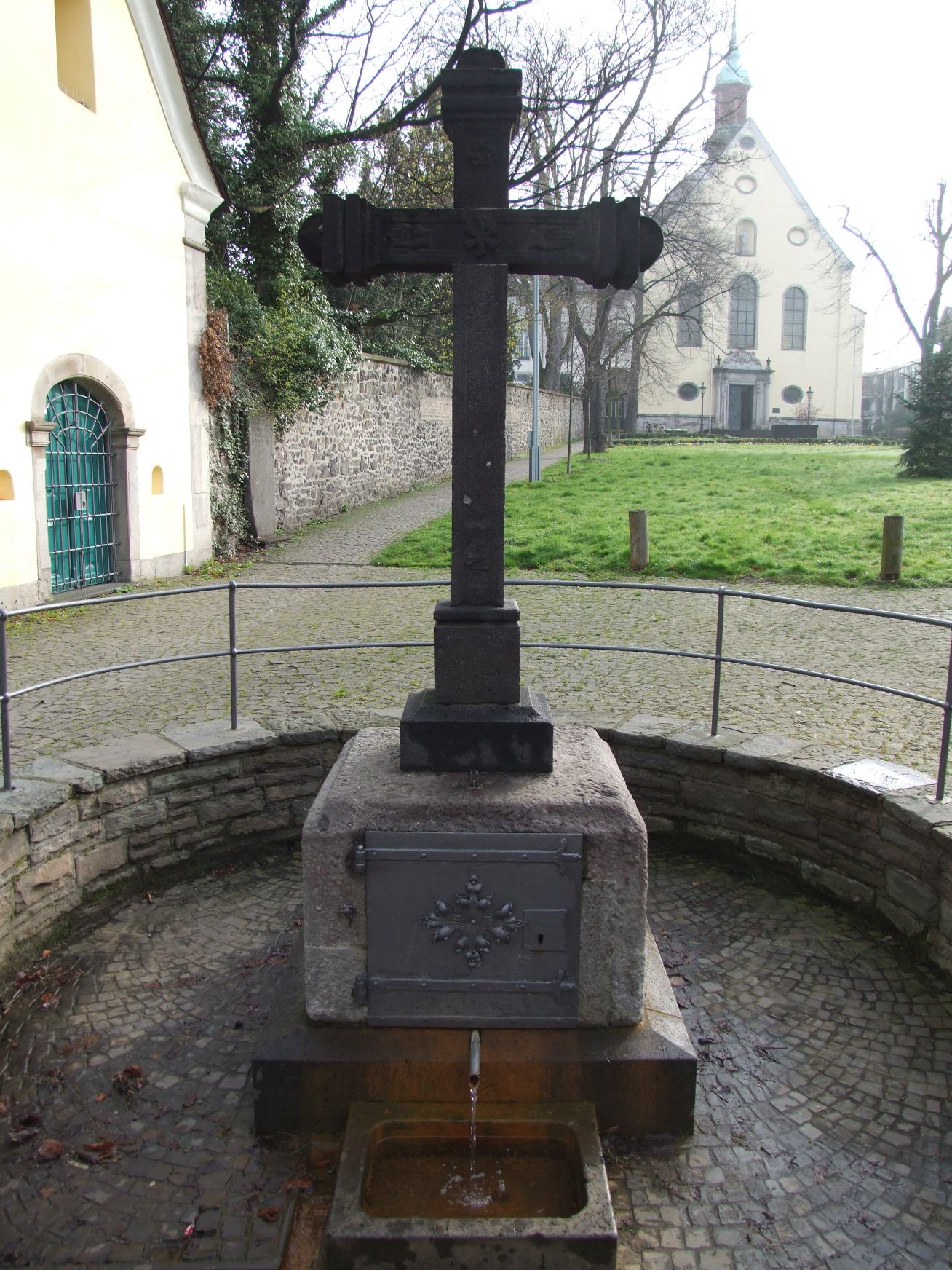
Adelheid-Kirche im Hintergrund, links die Kapelle, im Vordergrund der Brunnen

St. Adelheid am Pützchen ist eine katholische Kirche im Bonner Ortsteil Pützchen. Das Gebäude steht unter Denkmalschutz.

## Geschichte
Der Sage vom Quellwunder von Pützchen nach kniete die Äbtissin des Stiftes Vilich, Adelheid von Vilich, während einer großen Dürrezeit auf freiem Felde nieder und flehte um göttlichen Beistand. An der Stelle, an der ihr Äbtissinnenstab den Erdboden berührte, entsprang eine Quelle. In unmittelbarer Nähe des später gefassten Adelheidis-Brunnens baute man spätestens im 17. Jahrhundert eine Adelheidis-Kapelle, an der ab 1679 ein von der Vilicher Äbtissin eingesetzter Kaplan wirkte. 1688 erwirkte der Generalkommissar der niederrheinischen Provinz des Karmeliterordens, dass dem Orden die Wallfahrtsstätte am Adelheidis-Brunnen übertragen wurde. 1706 errichtete der Orden dann das Karmeliterkloster. Um dem wachsenden Ansturm von Pilgern gerecht zu werden, entschied man sich um 1724 zum Bau einer Kirche, der spätestens 1728 vollendet wurde. 1760 wurde die Kirche geweiht.
Nach der Säkularisation mussten die Karmeliter das Kloster 1803 verlassen. Es diente dann als Wohnhaus des Alaun-Hüttenbesitzers Leopold Bleibtreu. Bleibtreu verkaufte das Anwesen 1843 an den preußischen Staat, der dort ab 1847 eine „Detentionsanstalt für verkommene Weibspersonen“ einrichtete. Ab 1866 diente der Gebäudekomplex als „Irrenanstalt“, die mitsamt der an das Klostergebäude anschließenden Kirche 1887 niederbrannte. Dabei wurde die barocke Innenausstattung des Kirchengebäudes vernichtet. Die Kirche wurde bis 1891 wiederaufgebaut. 1897 wird Pützchen Kapellengemeinde mit eigener Vermögensverwaltung innerhalb der Pfarrei Vilich, 1906 selbständige „Pfarrei der seligen Jungfrau Maria vom Berge Karmel“.
Im Zweiten Weltkrieg wurde die Kirche zu Ostern am 5./6. April 1942 durch Brandbomben bis auf die Umfassungsmauern zerstört und auch die Ausstattung vernichtet; ab 1953 bis 1955/56 (Restarbeiten am Außenbau 1964/65) wurde sie unter Beteiligung von Karl Band in Anlehnung an den Zustand des späten 19. Jahrhunderts wieder hergerichtet und 1979/80 umfassend renoviert.
Ab März 1926 bewohnten die Unbeschuhten Karmelitinnen von Köln mit einer Unterbrechung von 1941 bis Kriegsende den Altbau des Klosters; sie verkauften das Gebäude 1998 und es wurde später zu Wohnungen und Büros umgebaut.
Karmeliter wirkten wieder von 2011 bis August 2019 in St. Adelheid: Dem in Indien gegründeten Orden CMI war die Seelsorge des „Katholischer Kirchengemeindeverband Am Ennert“ übertragen, der die Pfarrei seit 2010 angehört.

## Architektur
Die schlichte Saalkirche mit eingezogenem Chor und halbrunder Apsis wird an der Südwest-Fassade zur Marktstraße/Adelheidisplatz von vier mächtigen Strebepfeilern gestützt. Die nördliche Fassade ist an das ehemalige Klostergebäude angebaut. An der westlich gelegenen Portalseite sind drei querovale Fenster, zwei elliptische Blenden und drei langgezogene Rundbogenfenster in die Wand eingelassen. Über der Westfassade sitzt leicht nach hinten versetzt ein Dachreiter. Die schwere Eingangstür wird von einem barockisierten Portal aus Haustein umrahmt. Es trägt das Wappen von Karl III. Philipp von der Pfalz.
Der an barocke Vorstellungen angelehnte Innenraum wird von ionischen Pilastern und Pilasterpaaren gegliedert, die ein flaches Tonnengewölbe mit Stichkappen tragen.

„[Eine] geglückte Verbindung von barockem Raumgefühl und modernem Geschmack.“

## Ausstattung

### Altäre
Der Hauptaltar mit dem Retabel aus Savonnière-Stein wurde 1962 von den Künstlern Elmar Hillebrand und Theo Heiermann geschaffen. Er zeigt die Schöpfungsgeschichte. Da das Retabel der Gemeinde zu schlicht war, hat Hillebrand Verzierungen mit farbiger Kreide aufgemalt, wie etwa blaue Lilien. Auf der Rückseite hat der Bildhauer eine Kirchenmaus verewigt. Von Hillebrand stammen auch die schweren Bronzetüren des Eingangsportals.
Die beiden Nebenaltäre wurden 1958 von Karl Matthäus Winter geschaffen.

### Orgel

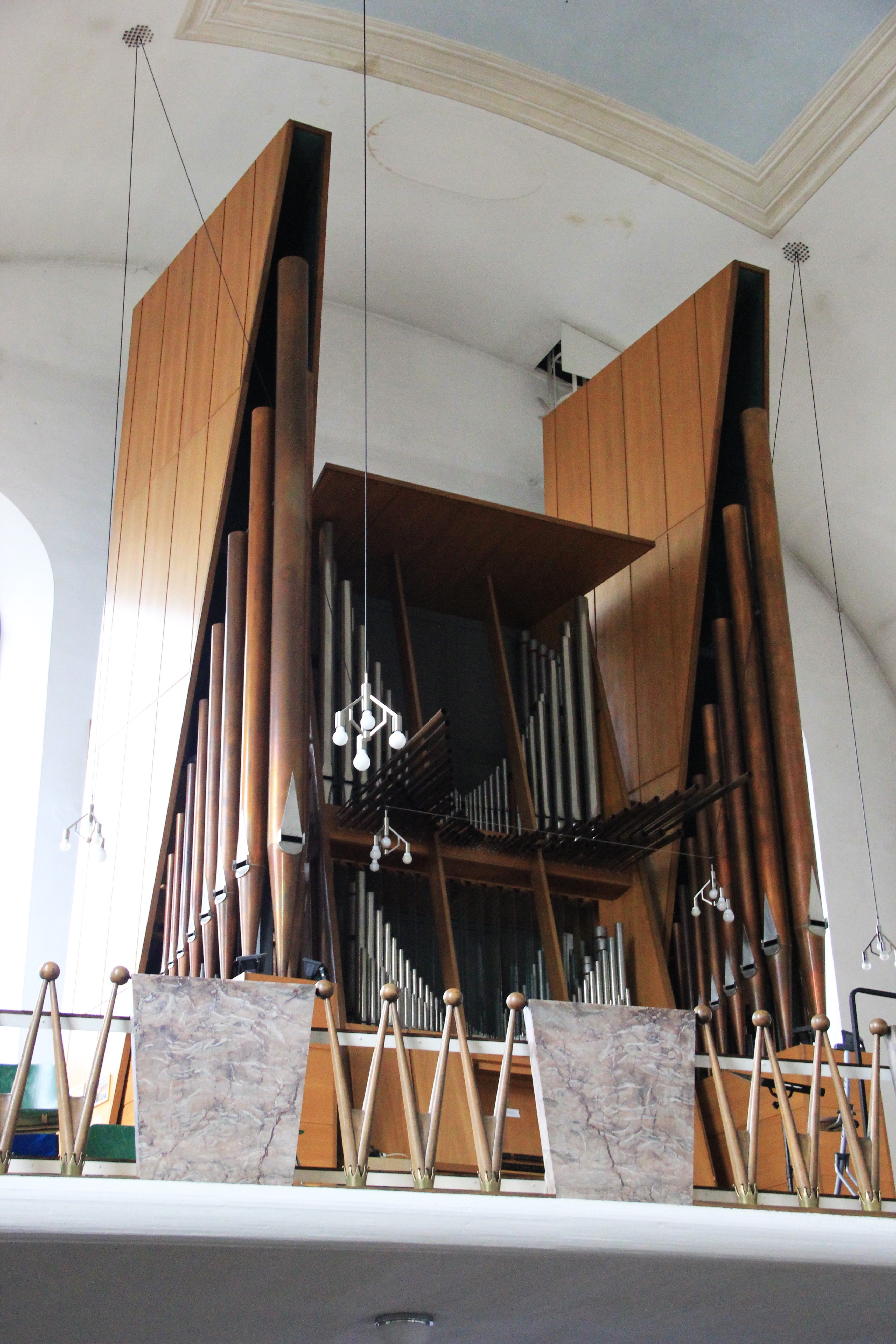
Blick auf die Orgel

Die Orgel in der Wallfahrtskirche wurde 1962 von der Orgelbaufirma Rieger aus Vorarlberg erbaut. Das Schleifladen-Instrument hat 28 Register auf zwei Manualwerken und Pedal. Die Spiel- und Registertrakturen sind mechanisch.
| I Hauptwerk C–g3 |             |        |
| 1.               | Quintade    | 16′    |
| 2.               | Principal   | 8′     |
| 3.               | Koppelflöte | 8′     |
| 4.               | Octave      | 4′     |
| 5.               | Blockflöte  | 4′     |
| 6.               | Nasat       | 2 ⁄3′  |
| 7.               | Hohlflöte   | 2′     |
| 8.               | Terz        | 1 3⁄5′ |
| 9.               | Sifflet     | 1′     |
| 10.              | Mixtur IV-V | 1 ⁄3′  |
| 11.              | Trompete    | 8′     |
| 12.              | Clairon     | 4′     |
|                  | Tremulant   |        |

| II Schwellwerk C–g3 |              |       |
| 13.                 | Rohrflöte    | 8′    |
| 14.                 | Weidenpfeife | 8′    |
| 15.                 | Principal    | 4′    |
| 16.                 | Spitzflöte   | 4′    |
| 17.                 | Superoctave  | 2′    |
| 18.                 | Sifflöte     | 1 ⁄3′ |
| 19.                 | Scharff IV   | 2⁄3′  |
| 20.                 | Rankett      | 16′   |
| 21.                 | Schalmei     | 8′    |
|                     | Tremulant    |       |

| Pedal C–f1 |                  |       |
| 22.        | Principal        | 16′   |
| 23.        | Subbass          | 16′   |
| 24.        | Octavbass        | 8′    |
| 25.        | Pommer           | 8′    |
| 26.        | Bartpfeife       | 4′    |
| 27.        | Rauschpfeife III | 2 ⁄3′ |
| 28.        | Posaune          | 16′   |

- Koppeln:
  - Normalkoppeln: II/I, I/P, II/P als Züge und Tritte
- Spielhilfen: Setzeranlage, Tutti, Auslöser

### Glocken
Aus Gerhard Hoffs: Glocken der Katholischen Kirchen Bonns. PDF-Datei, S. 162–165.
| Nr. | Name     | Gussjahr | Gießer, Gussort                  | Durchmesser (mm) | Masse (kg) | Schlagton (HT-1/16) | Inschrift                                                         |
| --- | -------- | -------- | -------------------------------- | ---------------- | ---------- | ------------------- | ----------------------------------------------------------------- |
| 1   | Maria    | 1958     | Petit & Gebr. Edelbrock, Gescher | 738              | 250        | c2 +5               | St. Maria, Königin des Friedens, bitte für uns!                   |
| 2   | Joseph   | 1958     | Petit & Gebr. Edelbrock, Gescher | 651              | 167        | d2 +5               | St. Josef, Patron der Arbeiter und der Sterbenden, bitte für uns! |
| 3   | Adelheid | 1958     | Petit & Gebr. Edelbrock, Gescher | 615              | 140        | es2 +6              | St. Adelheid, Pfarrpatronin von Pützchen, bitte für uns!          |

## Kirchengemeinde
Die Kirchengemeinde Sankt Adelheid ist zusammengeschlossen mit der benachbarten Kirchengemeinde Sankt Antonius (Bonn-Holtorf) und der größeren Kirchengemeinde Christ König (Bonn-Holzlar und -Hoholz) zur Pfarreiengemeinschaft „Am Ennert“, seit 1. Januar 2010 „Katholischer Kirchengemeindeverband Am Ennert“. Zur Kirchengemeinde Sankt Adelheid zählen etwa 3000 Kirchenmitglieder.